# Musée archéologique national de Paestum
Pour les articles homonymes, voir Musée archéologique national.
Le Musée archéologique national de Paestum ou Museo archeologico nazionale di Paestum est un musée archéologique italien situé à Capaccio-Paestum, province de Salerne, en Campanie.

## Historique
La découverte des métopes de l'Héraion situé à l'embouchure du Sele en 1929 suscita la volonté de placer un musée sur le site, qui ne fut inauguré qu'en novembre 1952. Après un premier agrandissement en 1966, une nouvelle expansion est réalisée dès 1970, après les fouilles entre autres de Mario Napoli.

## Disposition des salles

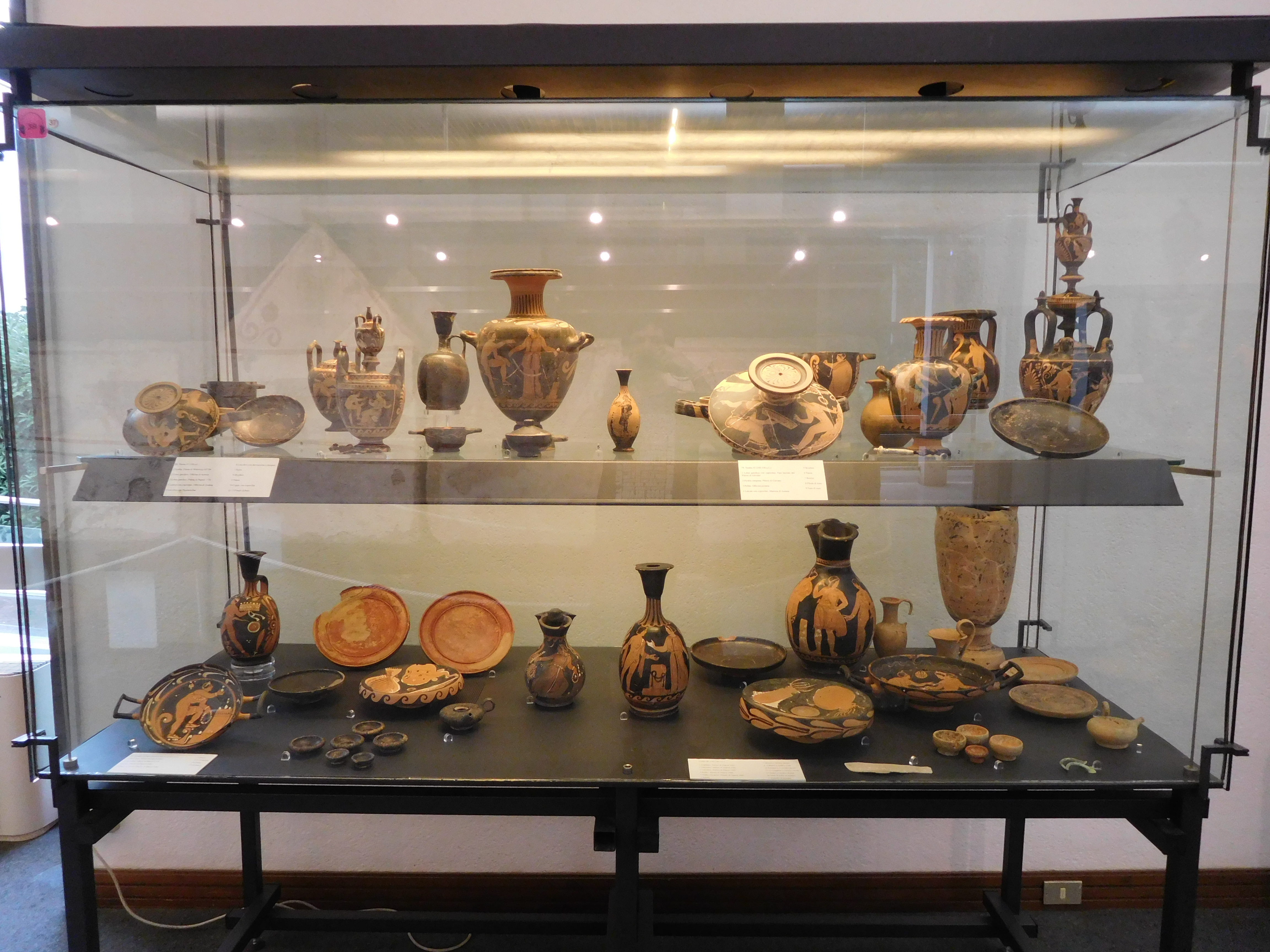
Céramique grecque issu de tombes.

Situé à l'intérieur du site archéologique de Paestum, le musée contient des pièces archéologiques issues des fouilles effectuées dans la cité et ses alentours, en particulier le site de l'Héraion (dédié à Héra) du Sele, et de nécropoles voisines de la culture de Gaudo.
À l'origine, presque tout le rez-de-chaussée rassemblait les artefacts de l'Héraion de l'estuaire du Sele (Foce del Sele), tandis que la salle médiane et le deuxième niveau abritait les trouvailles faites à Paestum.
La muséographie s'étend sur trois étages et six sections :
- Origines de la cité
- Héraion de l'embouchure du Sele
- Sanctuaires urbains
- Nécropoles de Poseidonia-Paestum
- Tombes peintes lucaniennes
- Salle romaine

### Rez-de-chaussée: de Poseidonia à Paestum
L'entrée est suivie d'une salle centrale destinée aux expositions temporaires. Les métopes du sanctuaire d'Héra de l'embouchure du Sele sont exposées autour de cette salle centrale qui reprend les dimensions du soi-disant Trésor de l'Héraion. Les découvertes de la ville archaïque et de l'Héraion souterrain des environs sont exposées sur les murs extérieurs. La salle suivante montre les découvertes du sanctuaire d'Héra.

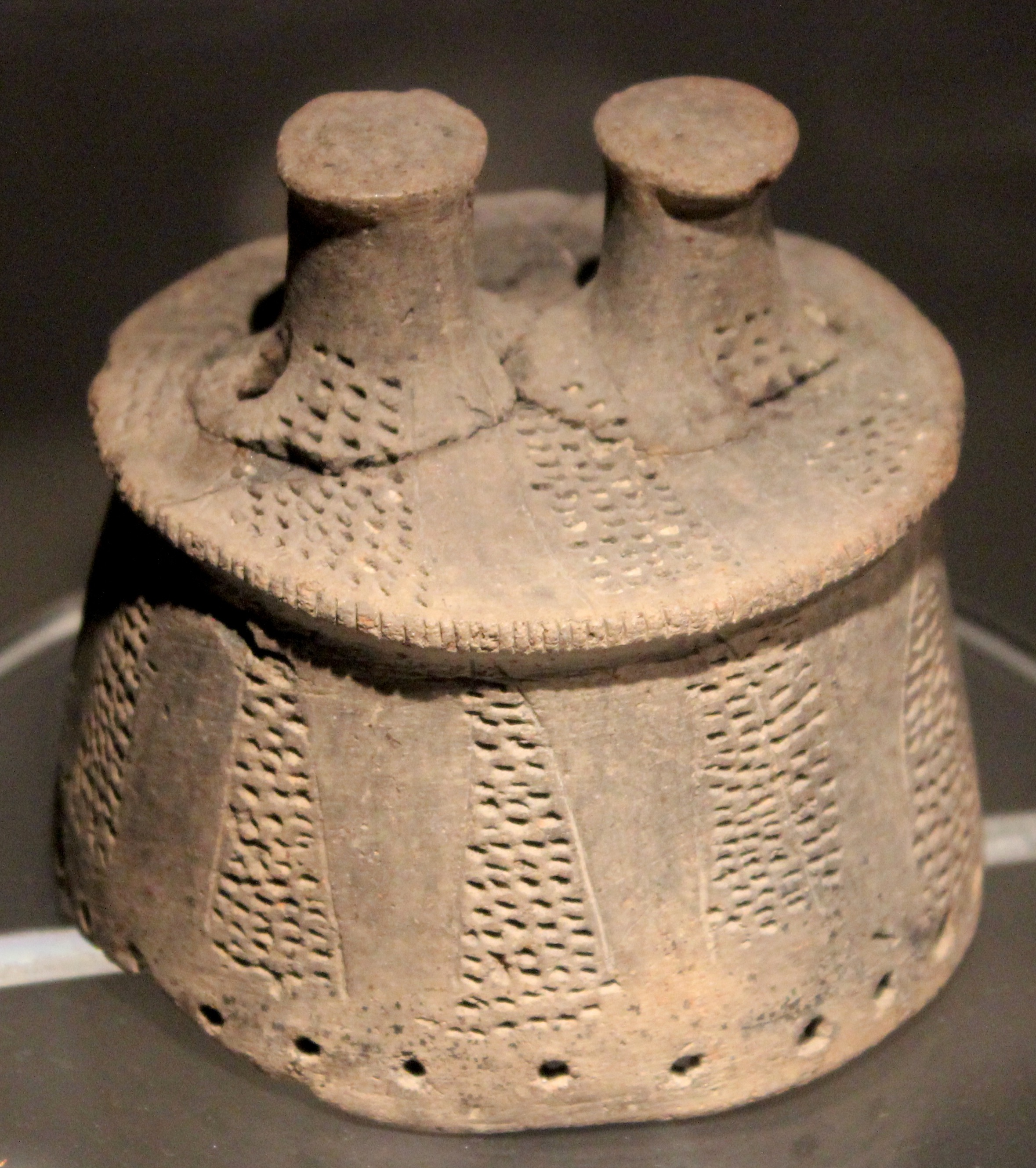
Poterie de la culture de Gaudo.

Les découvertes du sanctuaire nord de la ville suivent dans une petite pièce sur la droite ; celles du sanctuaire de la ville du sud et des sanctuaires des environs suivent un parcours dans la cour intérieure. Les découvertes des sanctuaires gréco-lucaniens sont présentées dans la salle voisine, avec la tombe du Plongeur dans une pièce séparée. D'autres découvertes suivent, entre autres des peintures provenant de tombes lucaniennes. Sur le côté gauche du hall d'entrée sont exposées des découvertes relatives à l'écriture et aux arts et métiers de la ville gréco-lucanienne.

### Préhistoire et histoire ancienne
Les découvertes du Paléolithique, du Néolithique, du Chalcolithique, de l'âge du bronze et de l'âge du fer sont présentées par ordre chronologique. L'âge du cuivre est représenté par les découvertes de la culture de Gaudo et les expositions relatives aux rites funéraires.

### Premier étage: Paestum à l'époque romaine
La présentation du département romain suit un schéma thématique. Tout d'abord sont présentées les découvertes liées à la fondation de la colonie. Suivent d'autres objets du forum, puis des artefacts qui montrent la vie cultuelle dans la ville et ses environs. Ensuite  sont présentées des trouvailles liées à la vie privée et découvertes liées à la vie sociale et politique de la colonie. Cette section montre des objets liés aux monuments publics de la fin de la République romaine et de la période impériale, avec une présentation spéciale consacrée au sanctuaire de Santa Venera. Des objets provenant des hôtels particuliers de l'époque impériale sont d'abord exposés, puis ceux de la nécropole de la même époque. Les découvertes de la colonie flavienne et de la période du IIIe au Ve siècle arrivent en conclusion.

## Collections
Parmi les objets les plus connus figurent les métopes archaïques de l'Héraion, la fresque de la tombe du Plongeur et les stèles en langue osque.

### Préhistoire

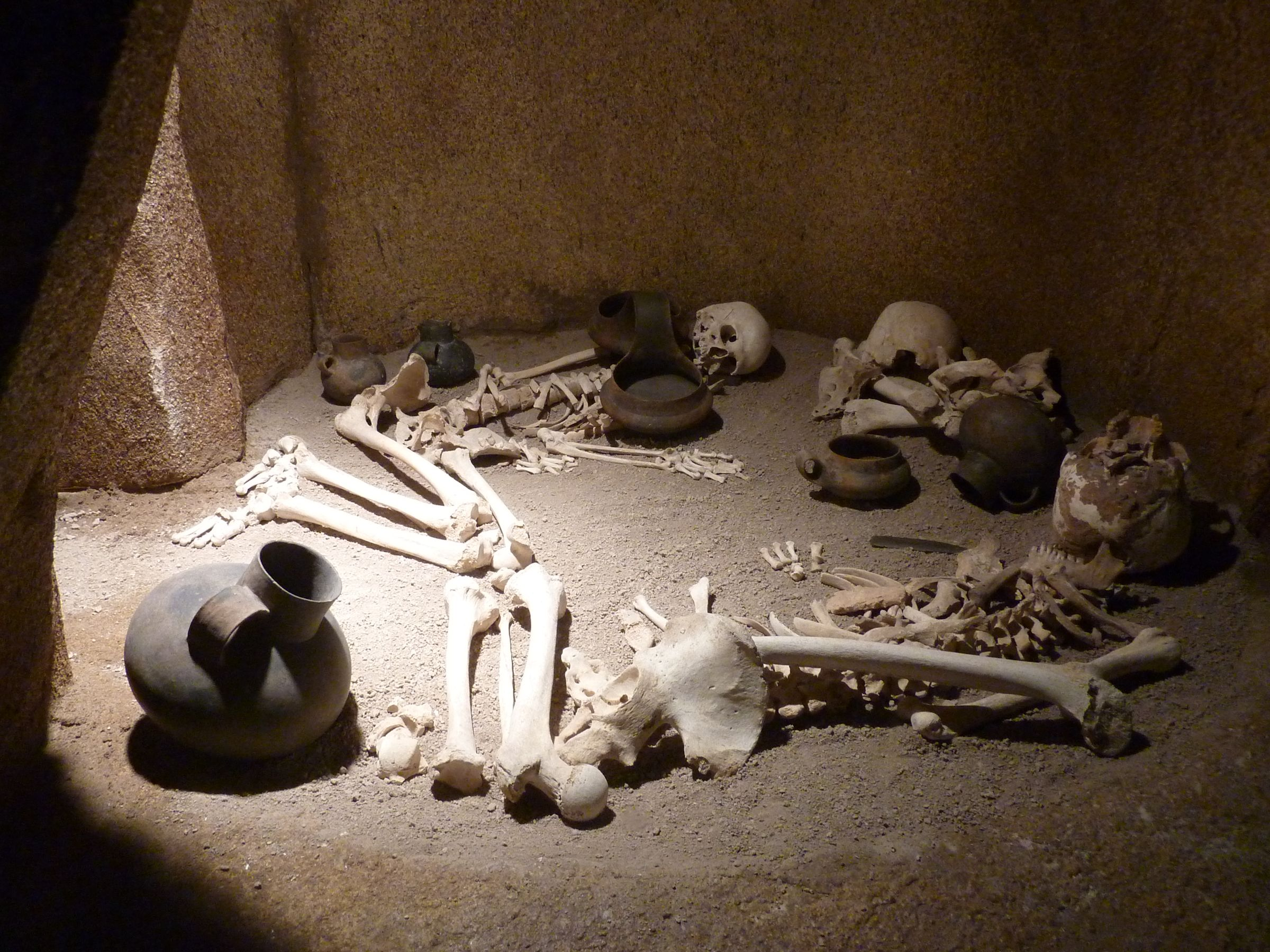
Tombe de la culture de Gaudo.

Les découvertes les plus anciennes sont des outils en pierre travaillés, des grattoirs et des éclats du Paléolithique moyen, datant d'environ 35 000 ans. La période néolithique est représentée par des fragments de céramique, notamment de la culture de la Serra d'Alto, ainsi qu'un fragment de statuette en argile de « Vénus ». Le plus grand nombre de découvertes préhistoriques provient de la région de Gaudo et appartient à la culture archéologique du même nom. Ces objets ont été découverts en 1943, lors de travaux de construction sur un aéroport allié.
Plusieurs poignards en métal et une olla émergent des découvertes de céramiques. De l'âge du bronze, il n'y a que quelques découvertes provenant de cette zone, parmi lesquelles quatre têtes de hache en bronze de l'âge du bronze ancien et des fragments de poterie de l'âge du bronze moyen, trouvés dans une petite colonie de la Porta Giustizia. Quelques découvertes peuvent être attribuées à la culture mycénienne. Les pièces les plus importantes de l'âge du fer ne proviennent pas de Paestum même, mais d'Arensola et de Tempalta.

### Époque archaïque

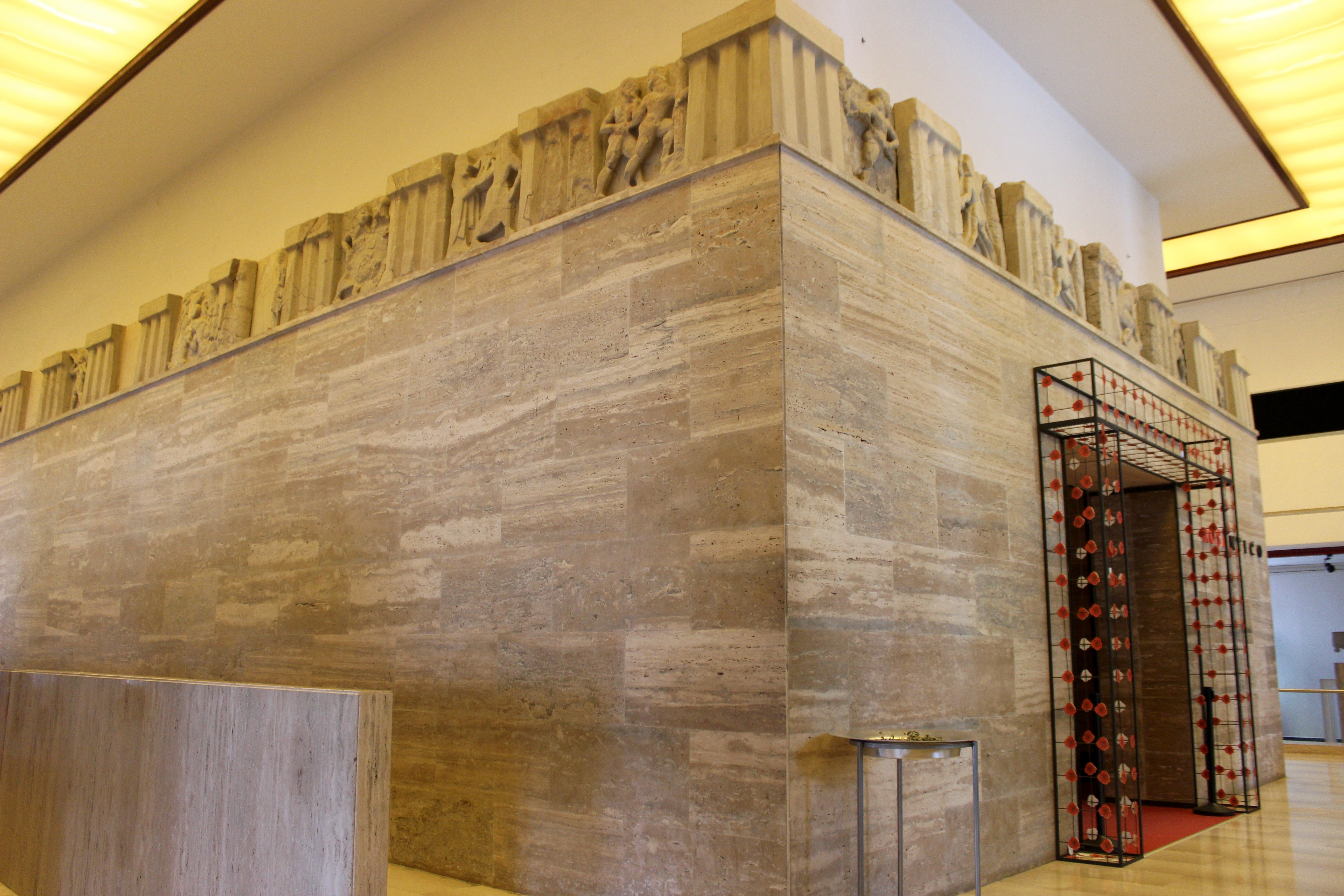
Métopes de l'Héraion du Sele.

Les métopes archaïques de l'Héraion de la Foce del Sele sont parmi les découvertes les plus importantes de l'inventaire du musée. Les sculptures en grès, certaines en relief et d'autres en contour, montrent des événements de la mythologie grecque, comme le Sac de Troie (Ἰλίου πέρσις / Iliou persis) ou les actes d'Héraclès, datés de 770 à 760 av. J.-C. D'autres éléments architecturaux et trouvailles de l'Héraion sont exposés, parmi lesquelles une lampe ouverte en terre cuite, dont le bassin pour le combustible repose sur plusieurs figures féminines aux bras croisés. Des découvertes funéraires de Laghetto et Arcioni montrent la présence de résidents indigènes déplacés après l'arrivée des Grecs. Ces tombes contiennent également des objets funéraires de production grecque, comme des céramiques proto-corinthiennes. On peut donc supposer que la ville et ses environs ont été repris par les Grecs à peu près au même moment.

Métopes archaïques de l'Héraion
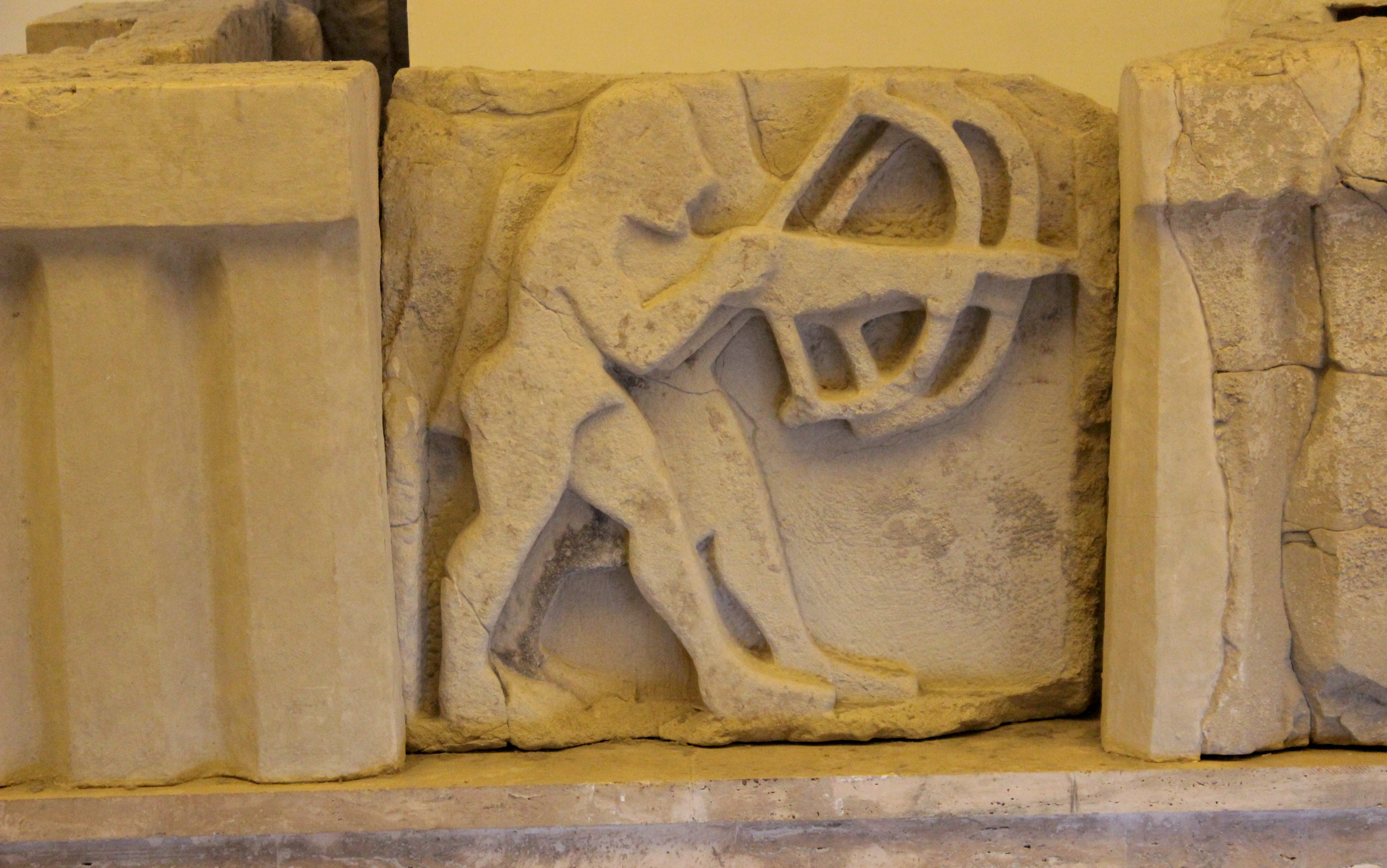
Scène de combat
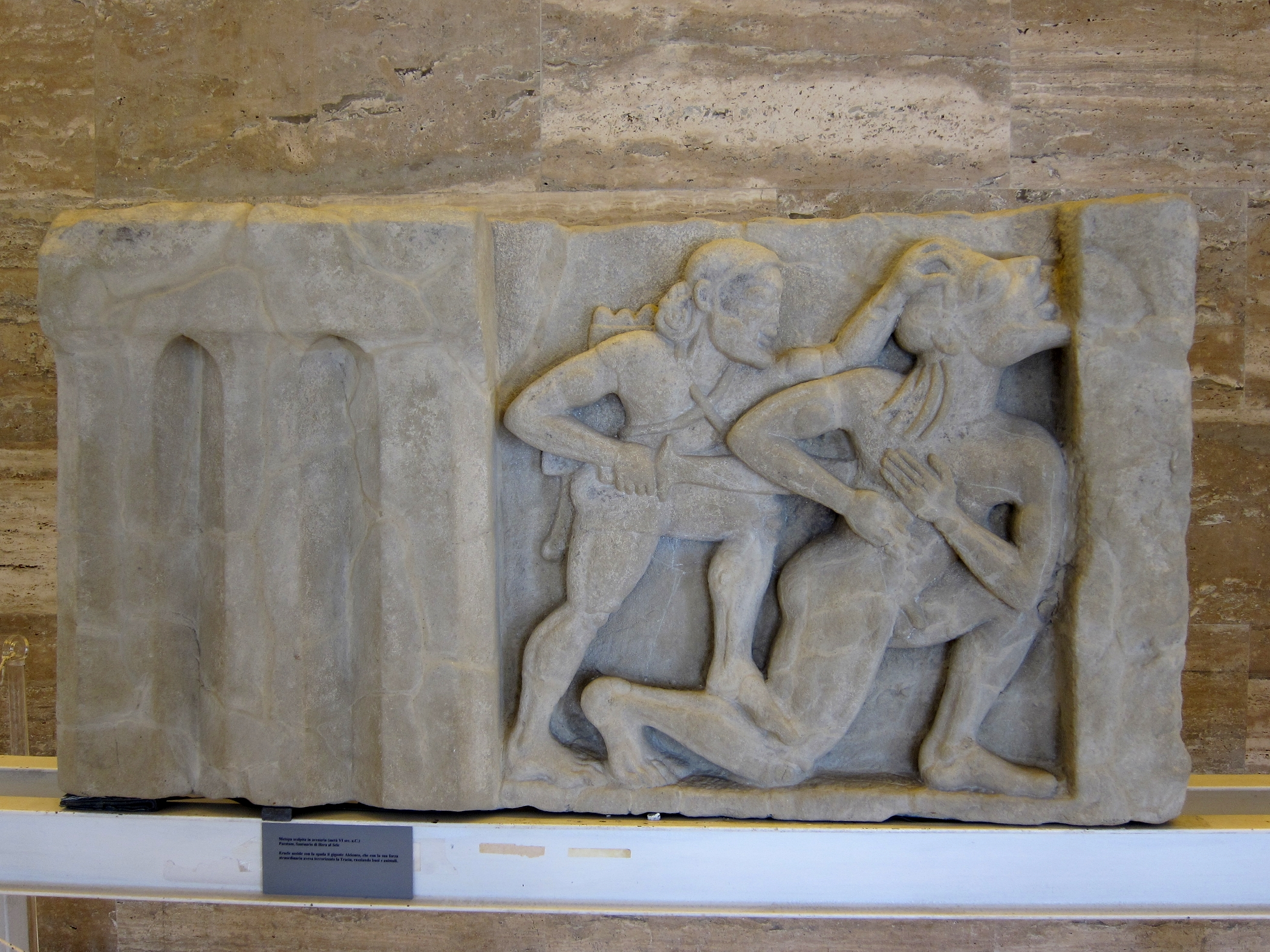
Héraclès tuant Alcyonée
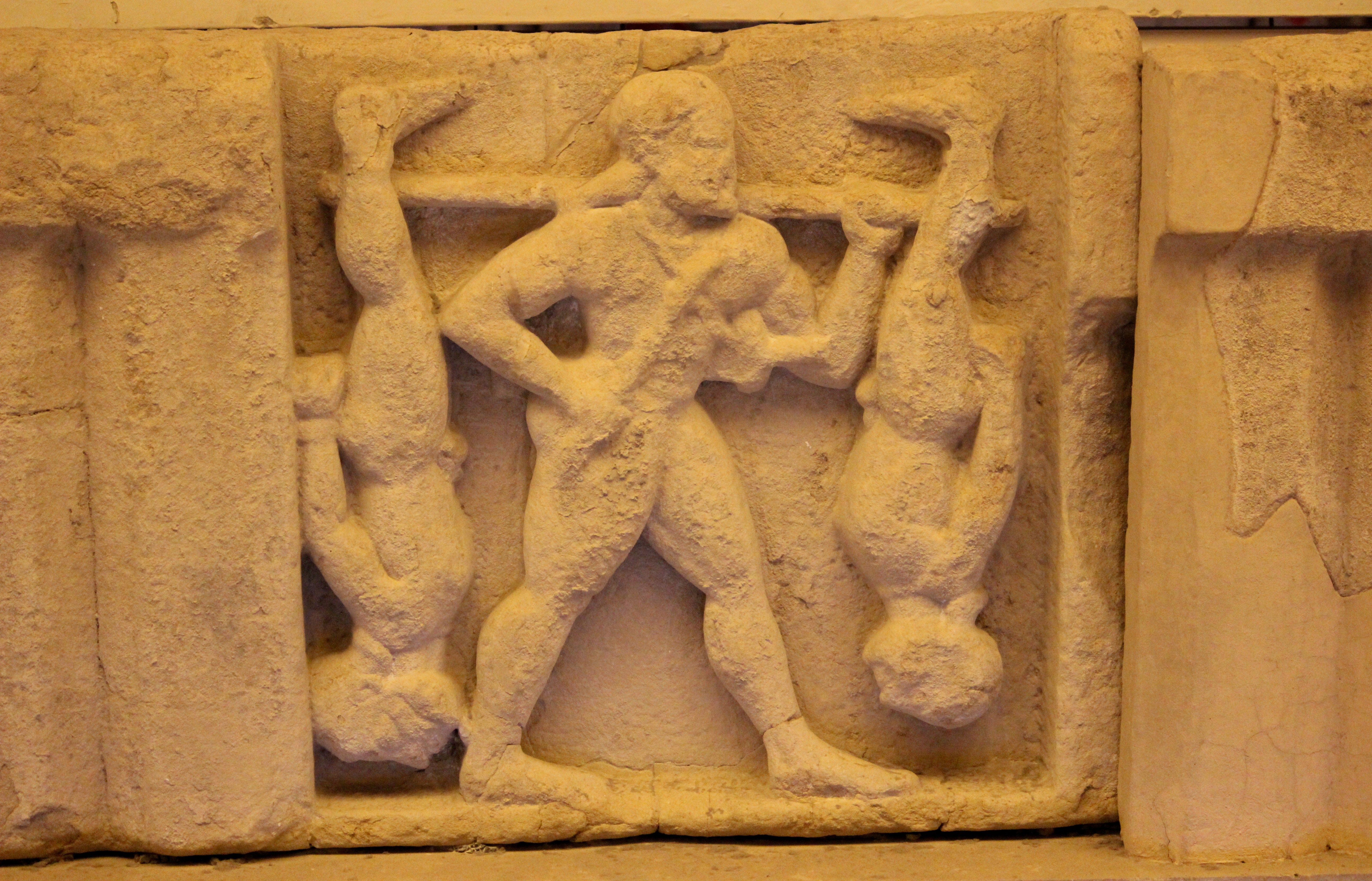
Héraclès et les Cercopes

### Époque grecque classique

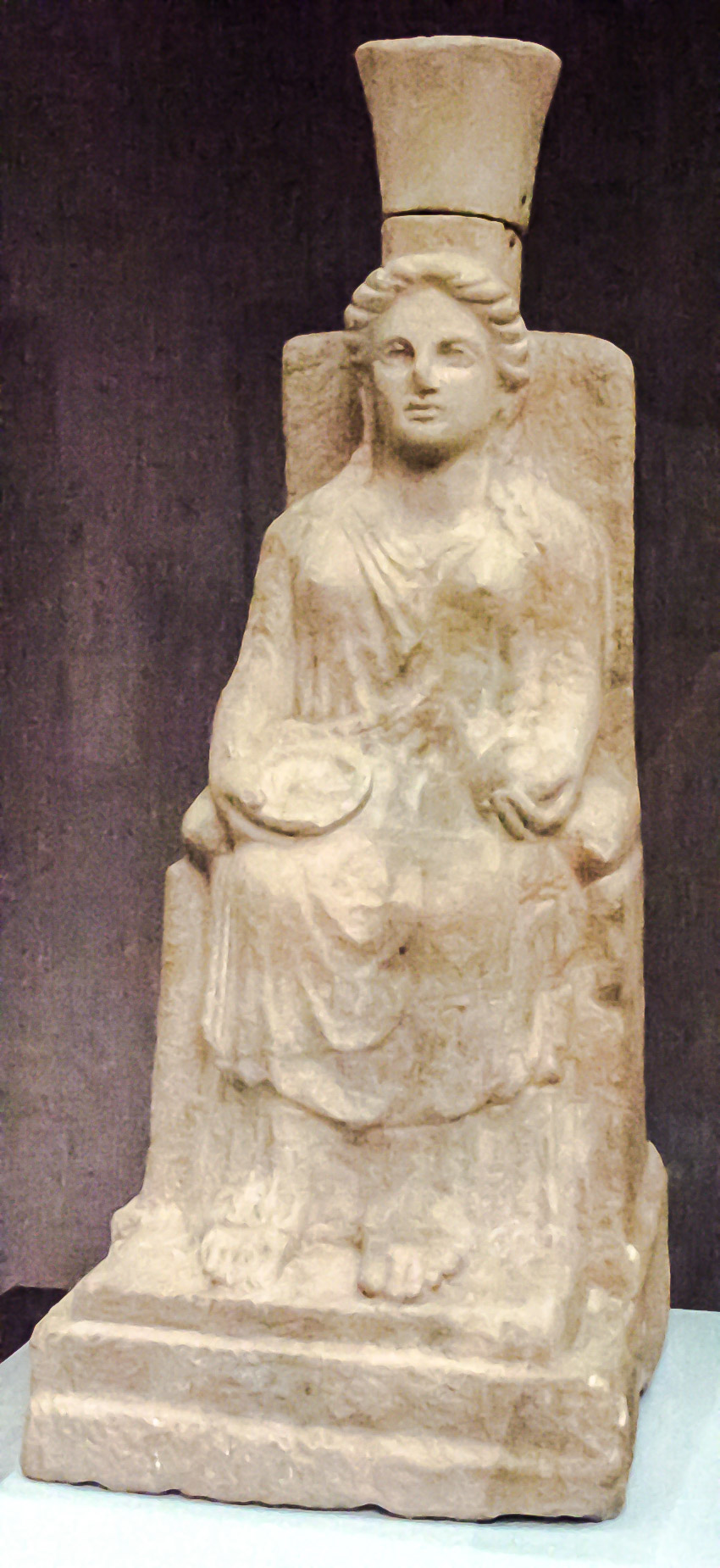
Statue d'Héra en marbre de Paestum,

Les découvertes de la fin du VIe siècle av. J.-C. représentent les débuts de l'ancienne ville initialement grecque, comme le sacellum hypogeicum, un sanctuaire qui a pu être un hérôon, et à partir d'environ 470 av. J.-C., un ecclésiastérion, salle de réunion ronde. Entre autres choses, deux hydries en bronze ont été retrouvées dans l'édifice souterrain, ainsi qu'une amphore à panse à figures noires décorée par le peintre attique connu sous le nom de peintre de Chiusi. Une autre découverte de l'Héraion de cette période de colonisation est, par exemple, un dinos du Peintre d'Antimène. Une statue d'Héra, rare exemple de sculpture en marbre de Paestum, date probablement du début de l'époque lucanienne, indiquant un culte féminin.

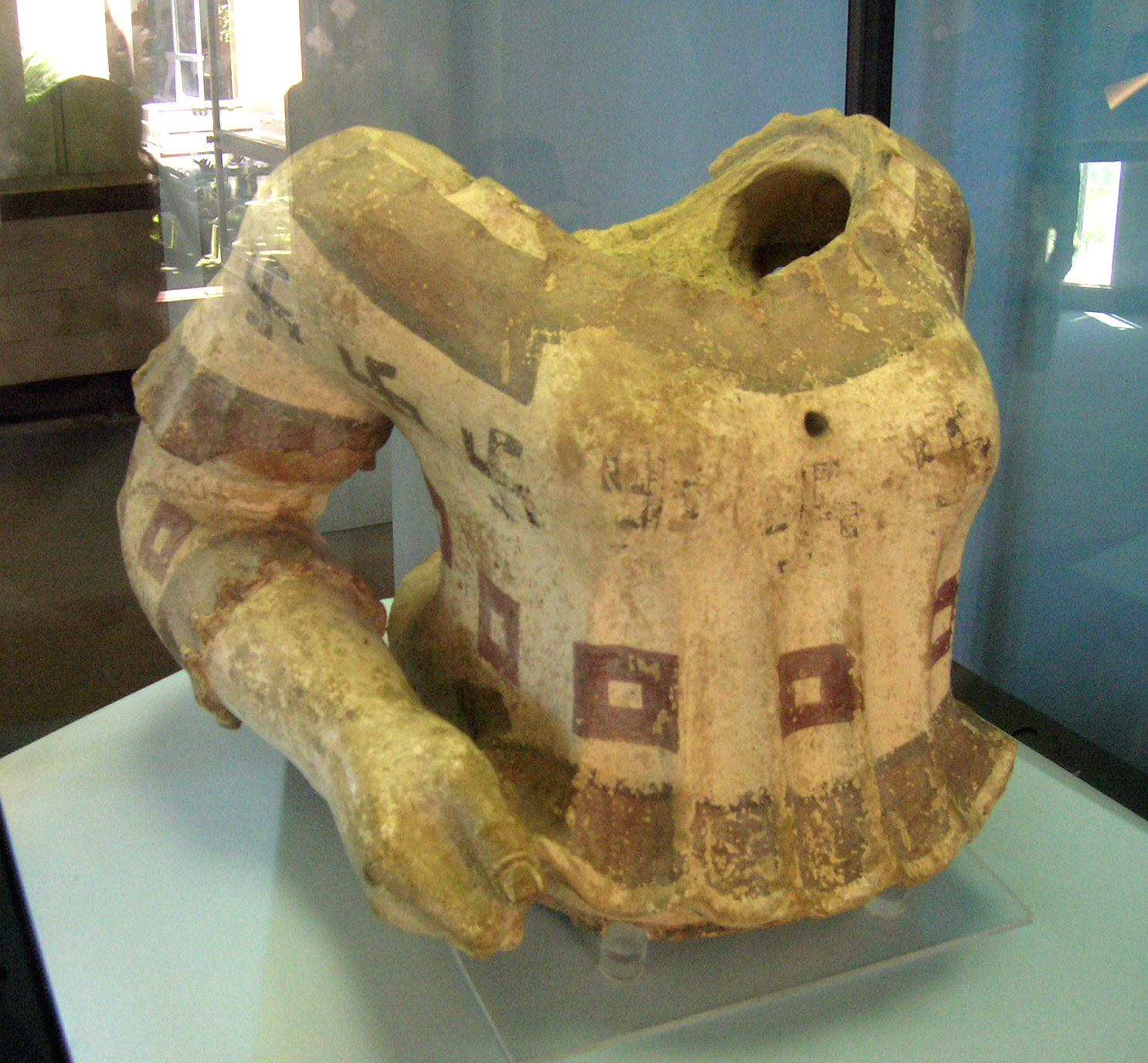
Antéfixe sous forme féminine ; fin VIe siècle.

Des offrandes votives et des ornements de sanctuaires sont présentés, comme des panneaux de toit polychromes du temple d'Athéna. On trouve également des éléments en grès  : des chapiteaux de la cella, des architraves, des corniches. Les pièces du temple d'Héra comprennent des antéfixes en forme de bustes féminins, un groupe de figures d'Europe et du taureau travaillées en argile, et une amphore à col à figures rouges composée de fragments, par le peintre Nikoxénos. Non loin des deux temples a été  trouvé un cippe appartenant à un culte héroïque, sur lequel le nom de Chironos, c'est-à-dire « de Chiron », est écrit dans une forme archaïque de l'écriture grecque.

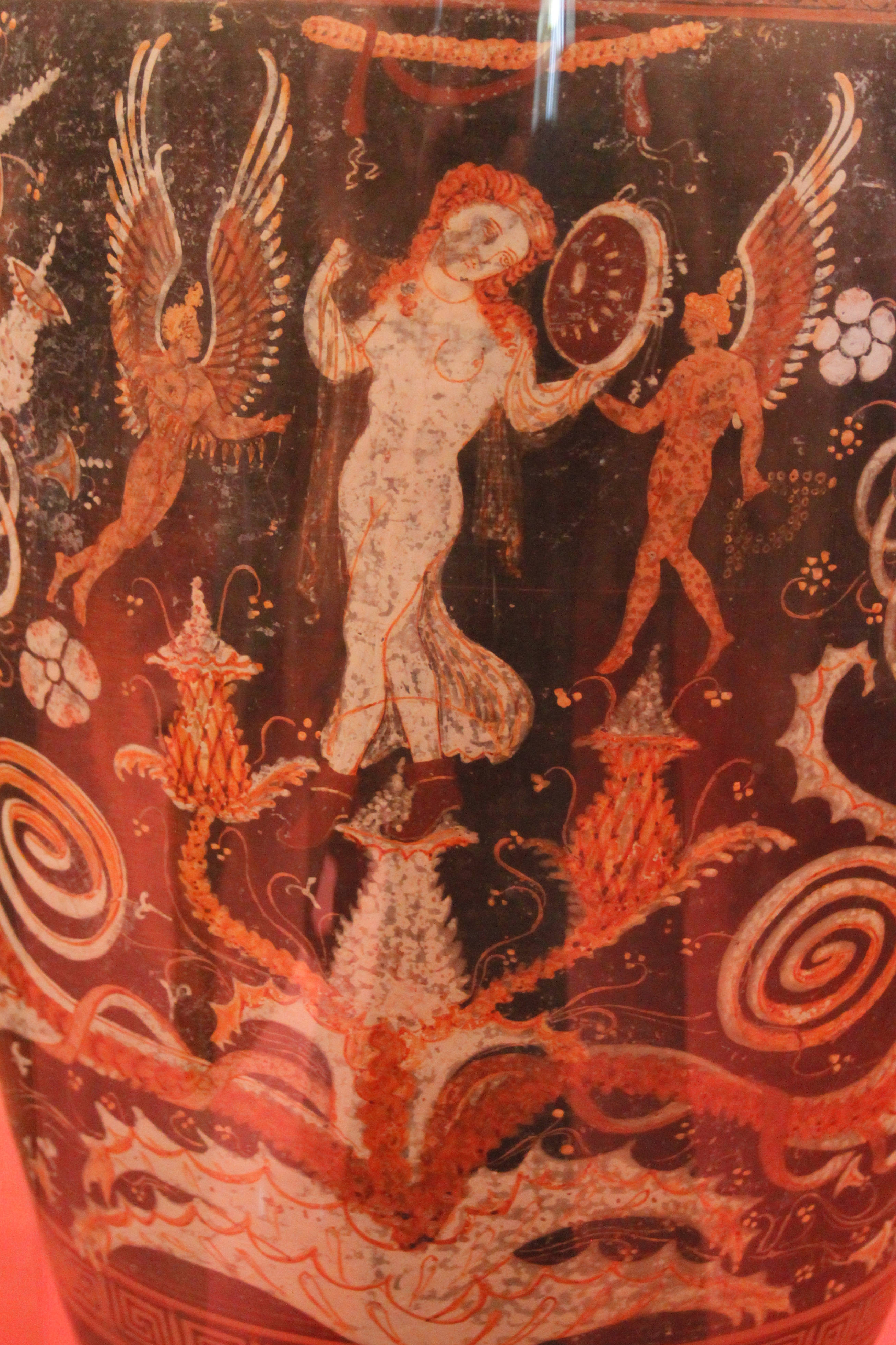
Amphore du Peintre d'Aphrodite
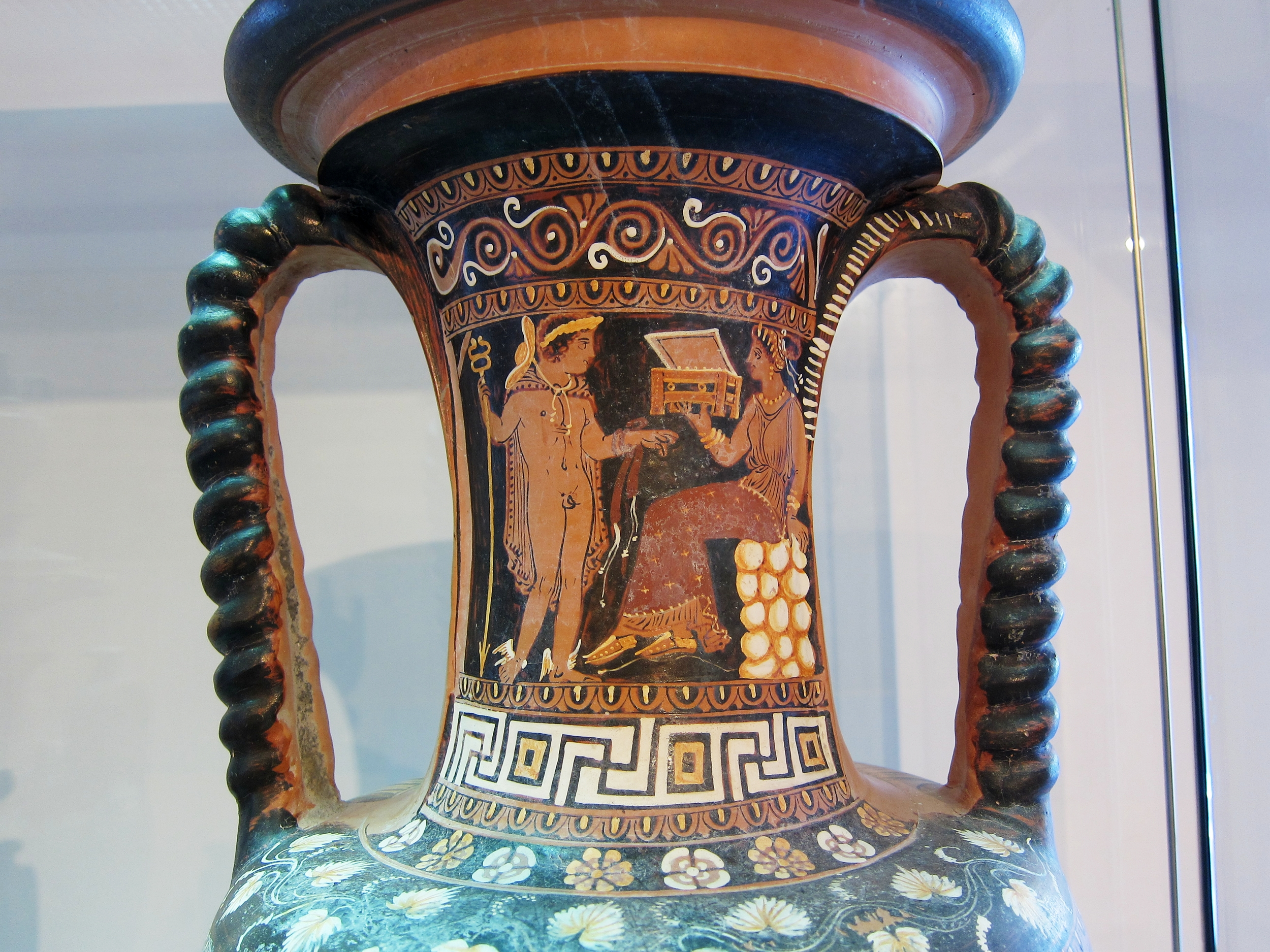
Col de vase grec
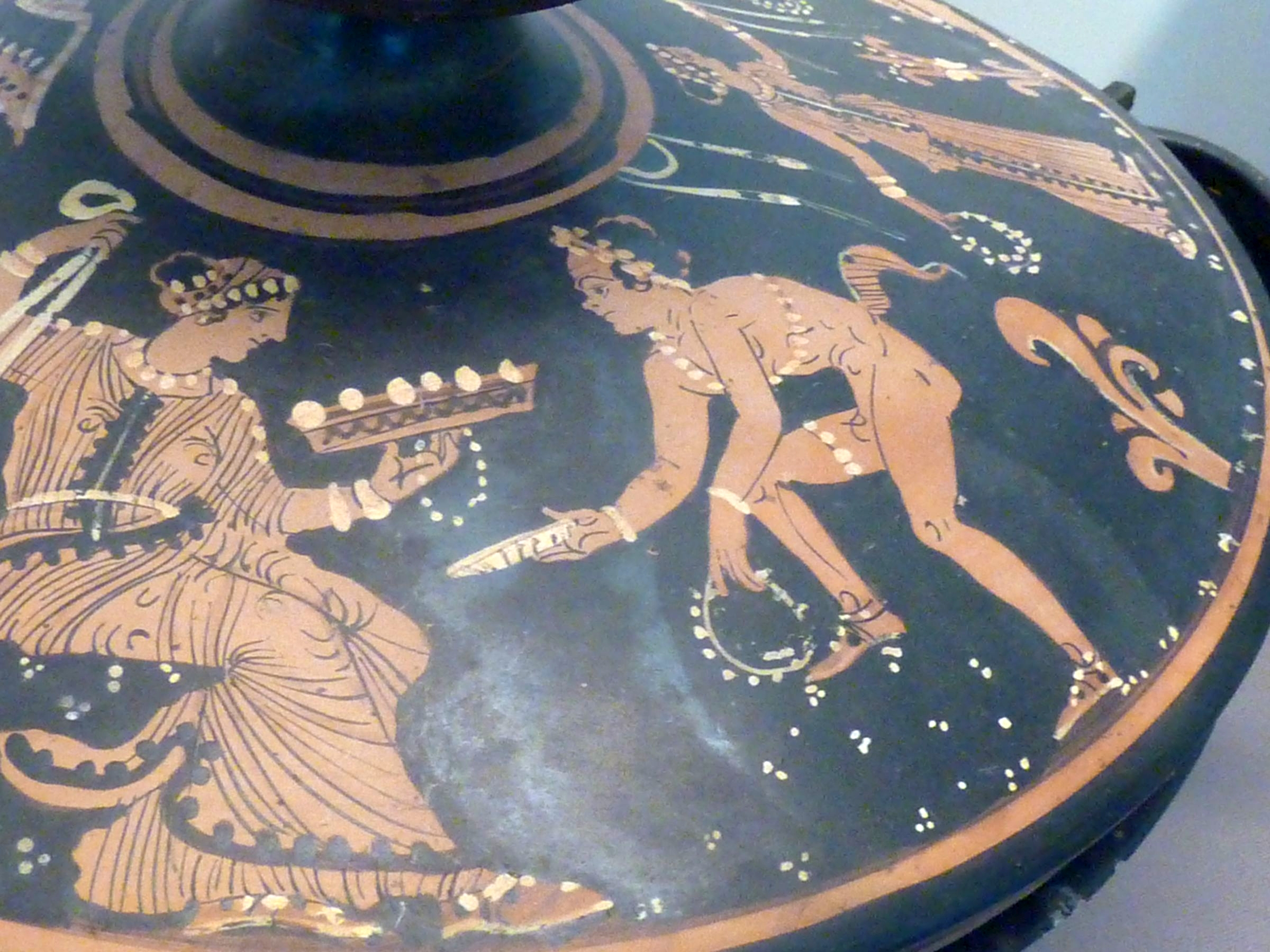
Vase à figures rouges

### La tombe du Plongeur

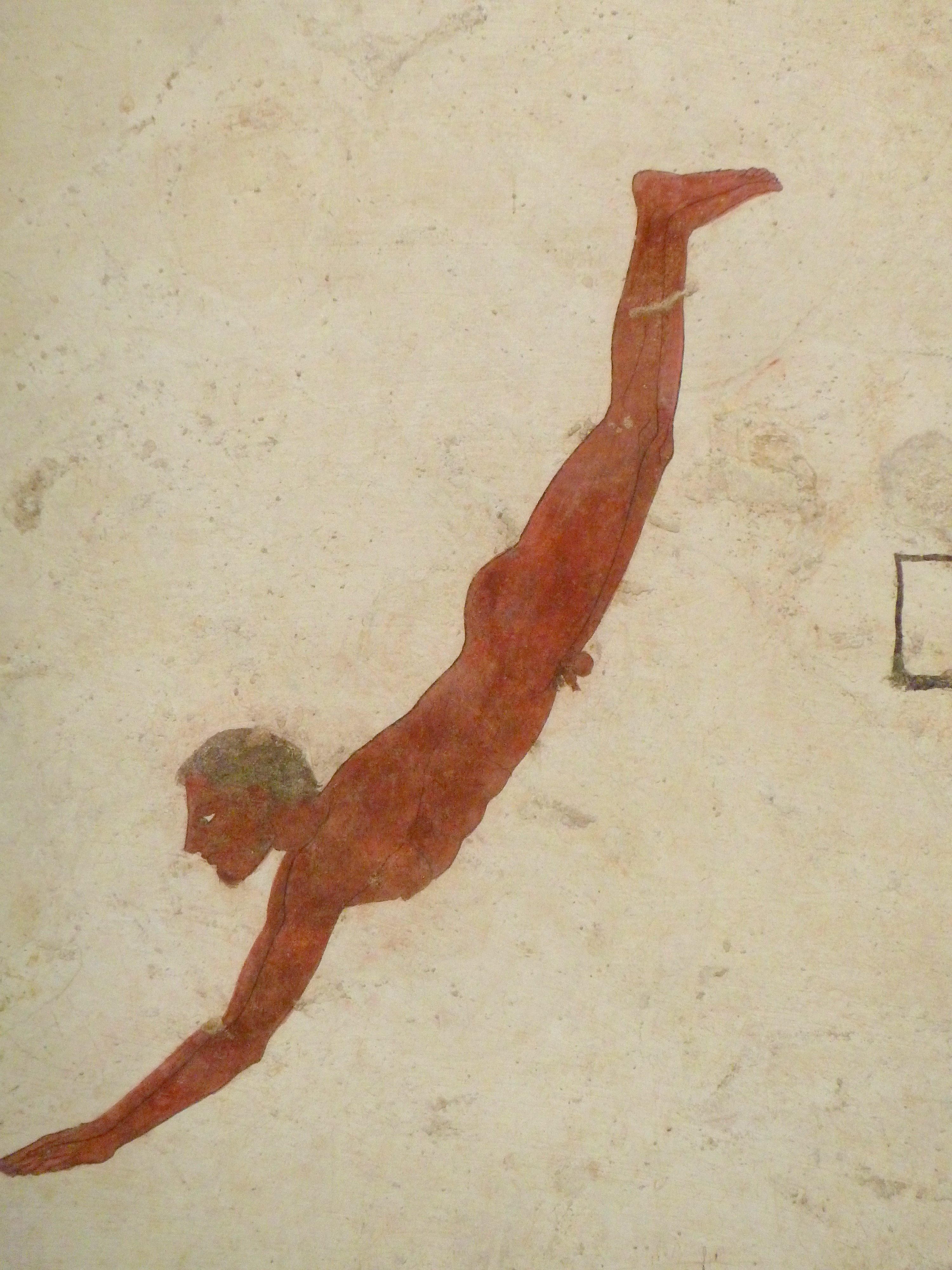
Le « Plongeur » (détail du couvercle).

La tombe du Plongeur est une tombe à caisson, la seule de ce type datant de la Grande-Grèce, vers 480-470 av. J.-C. Elle est ornée, sur les parois et au plafond, de peintures composant la fresque de la Tombe du Plongeur. La tombe a été découverte le 3 juin 1968 par l'archéologue Mario Napoli, lors des fouilles d'une petite nécropole située à 1,5 km au sud de Paestum.

Tombe du Plongeur
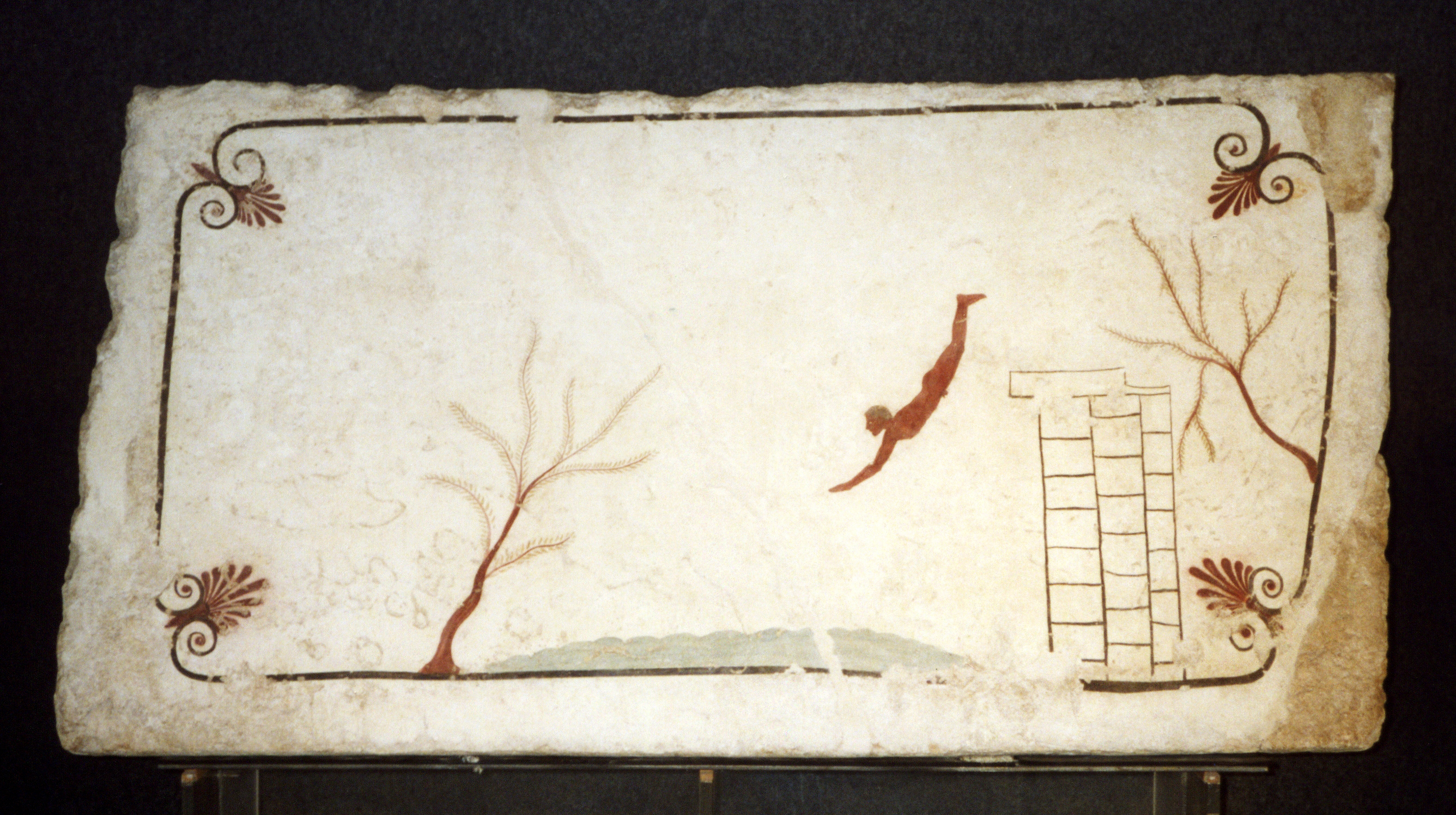
Dalle de la tombe, avec le plongeur.
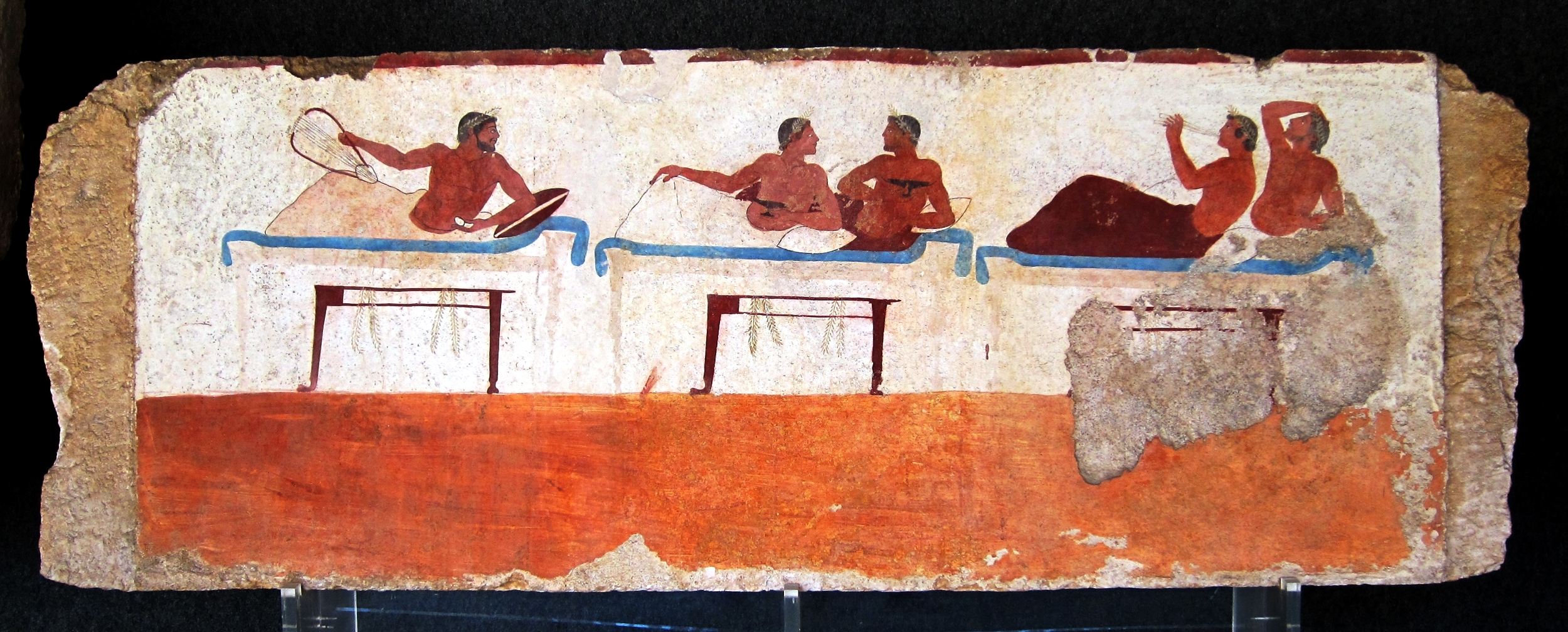
Paroi côté sud.
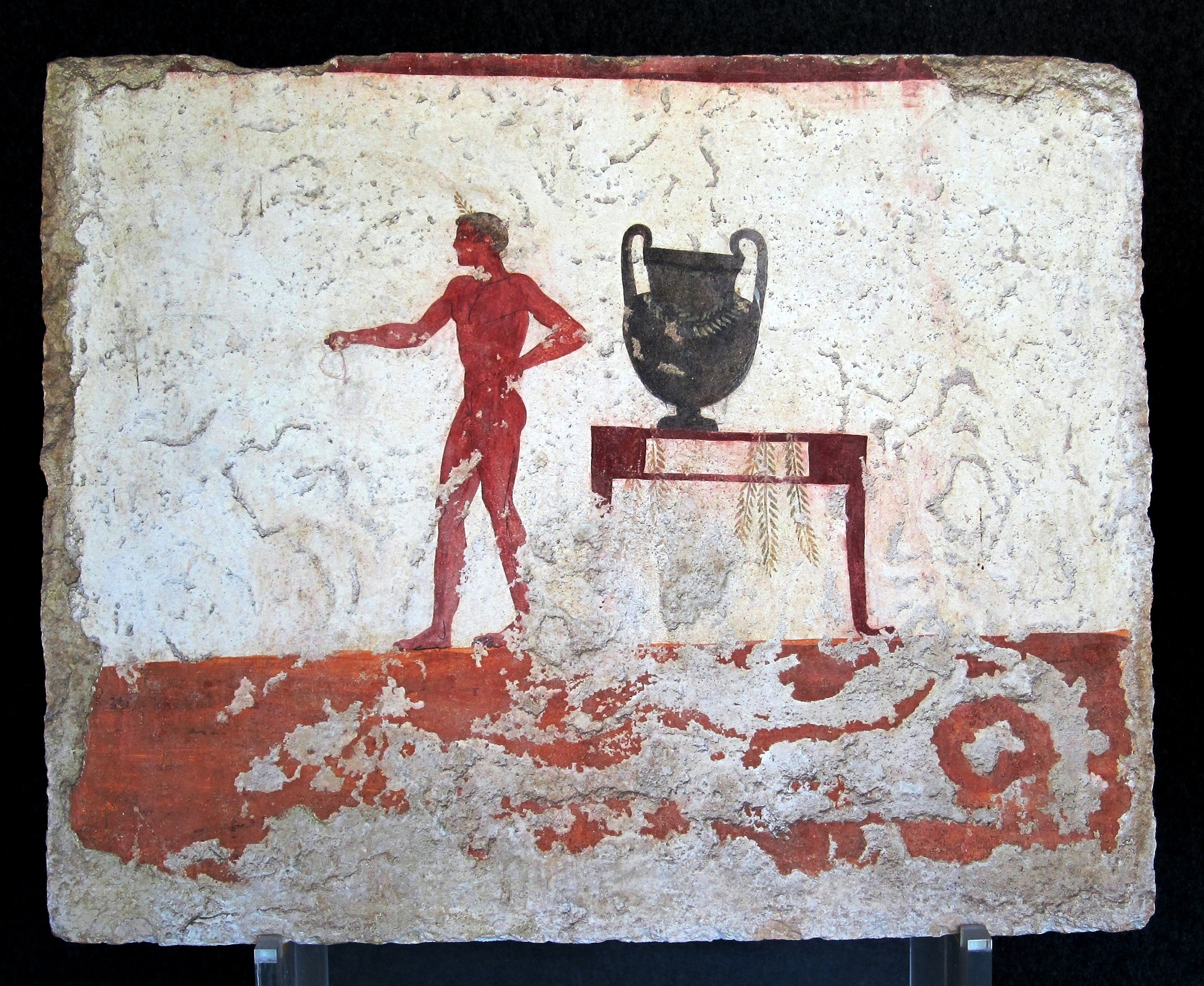
Paroi côté est.
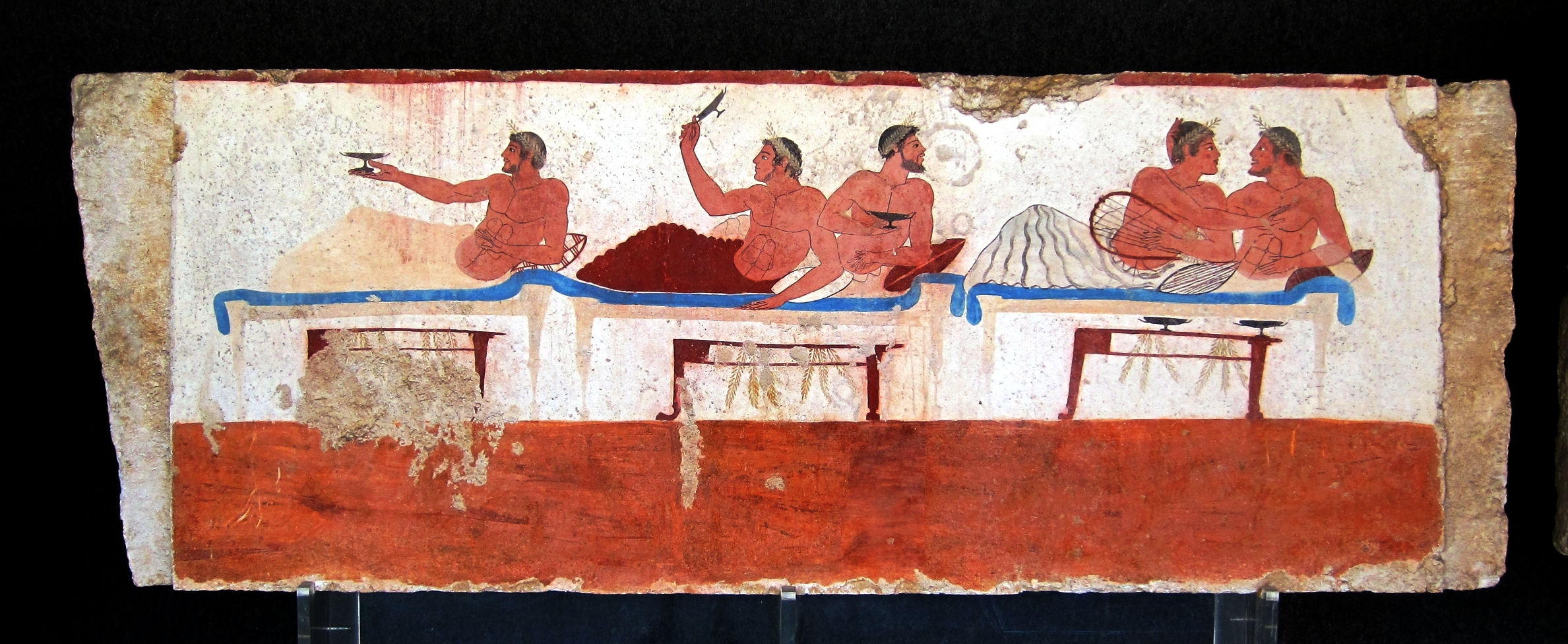
Paroi côté nord.
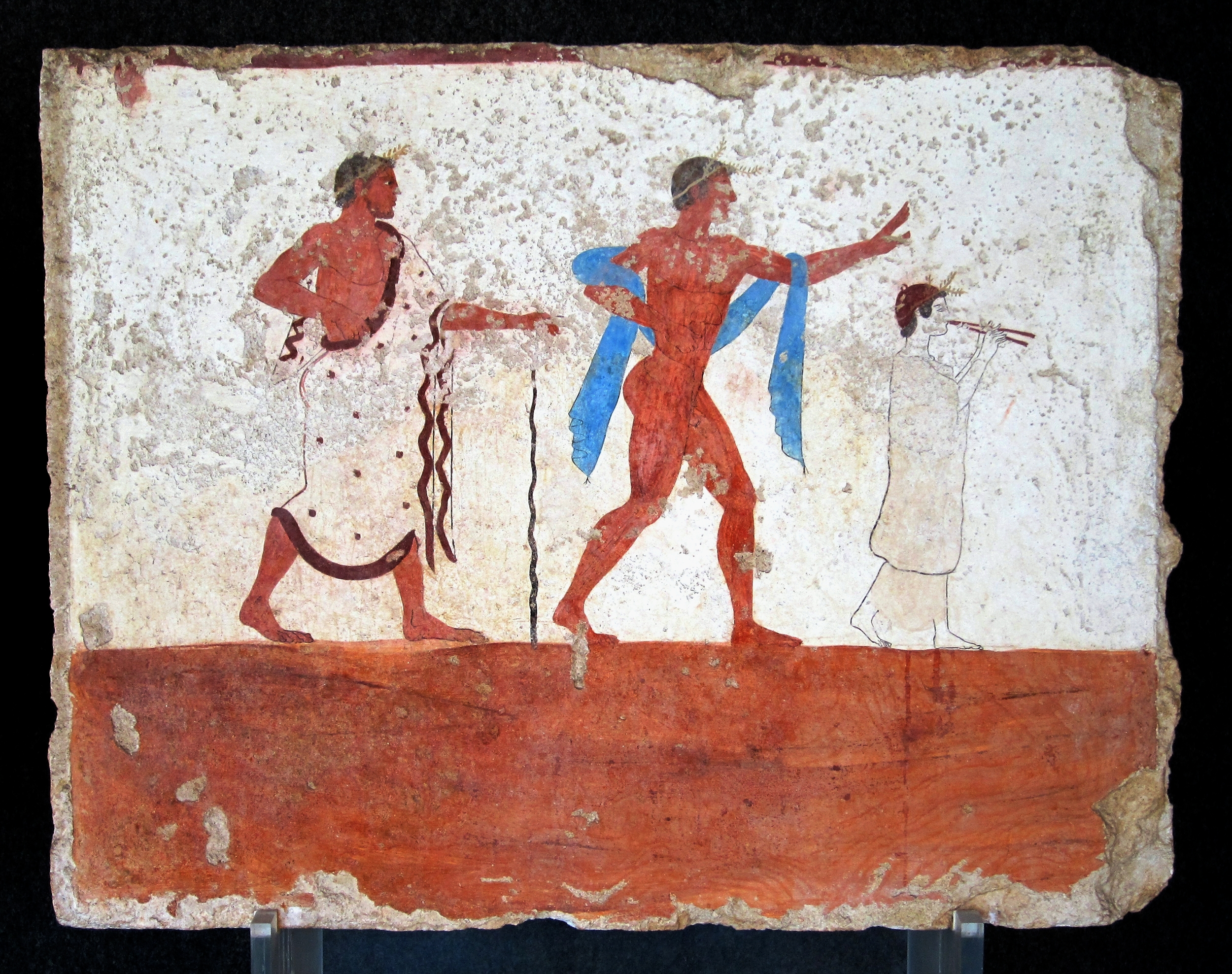
Paroi côté ouest.

### Des Grecs aux Lucaniens

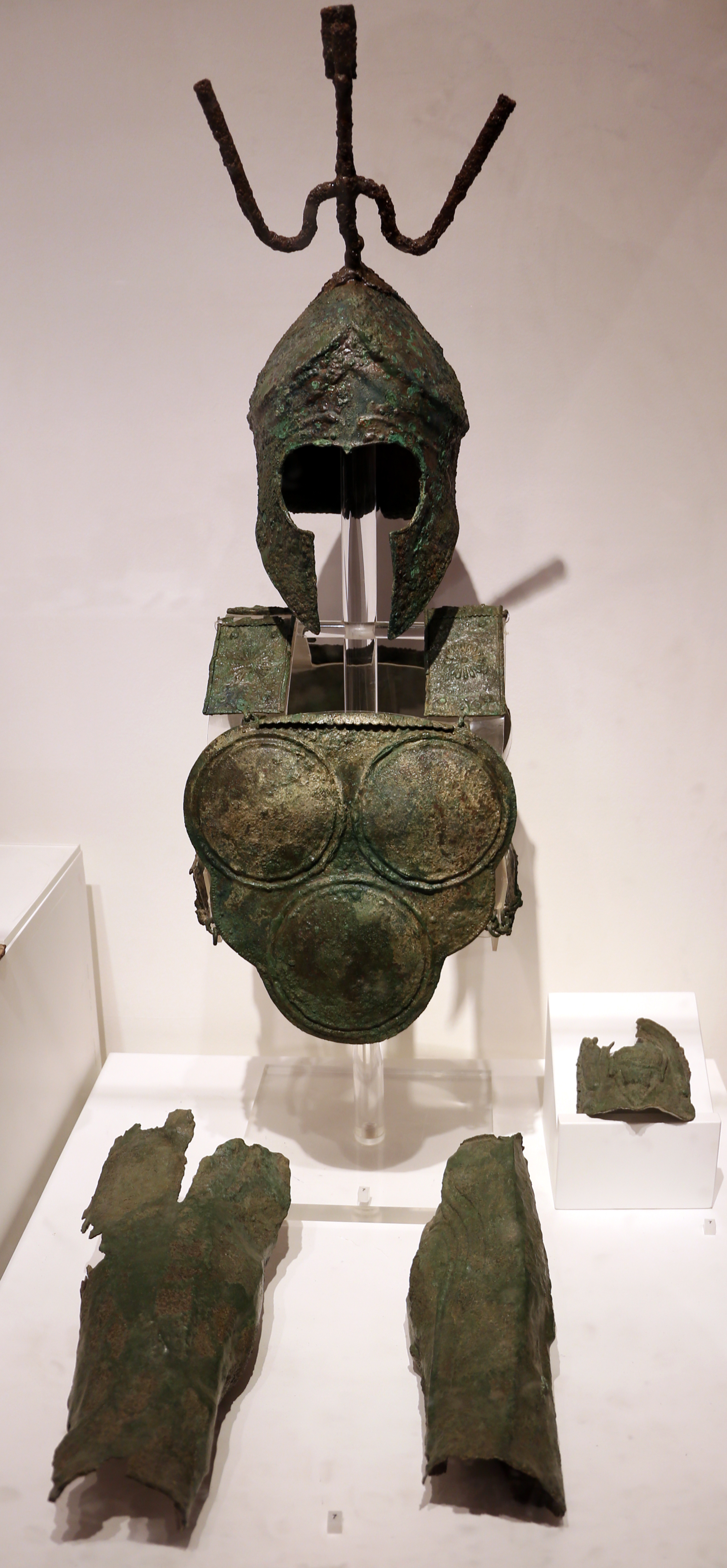
Panoplie de la tombe 174 de Gaudio, vers 400-375 av. J.-C.

Dans les environs, d'autres sanctuaires plus petits, fondés à l'époque grecque, ont continué à vivre à l'époque lucanienne. Le musée présente des objets de Fonte, Gethsemane, San Nicola, Albanella, Santa Venera et Capodifiume. Les changements dans les coutumes funéraires peuvent être retracés sur la base des découvertes de la nécropole de la ville, où se distingue une pélikè attique à figures rouges avec des scènes de palestre des deux côtés. Alors qu'à l'époque grecque, on avait tendance à limiter les tombes luxueuses, cela a changé avec la domination des Lucaniens à partir de la seconde moitié du Ve siècle av. J.-C., où le luxe des tombes est devenu courant dans les familles riches. Des tombes appartenant probablement à des mercenaires sont marquées par des figures d’armes et, dans certains cas, les morts étaient accompagnés de panoplies complètes. L'une des tombes se distingue par son mobilier : en plus de quatre fibules à tête plate travaillées en relief, censées maintenir la robe du défunt afin qu’il reste totalement couvert, une plaque spéciale se trouvait placée exactement au-dessus du visage du mort, jouant le rôle de plaque de protection. Une théorie est qu'il peut s'agir d'un chaman appartenant aux mercenaires.

### Les tombes lucaniennes

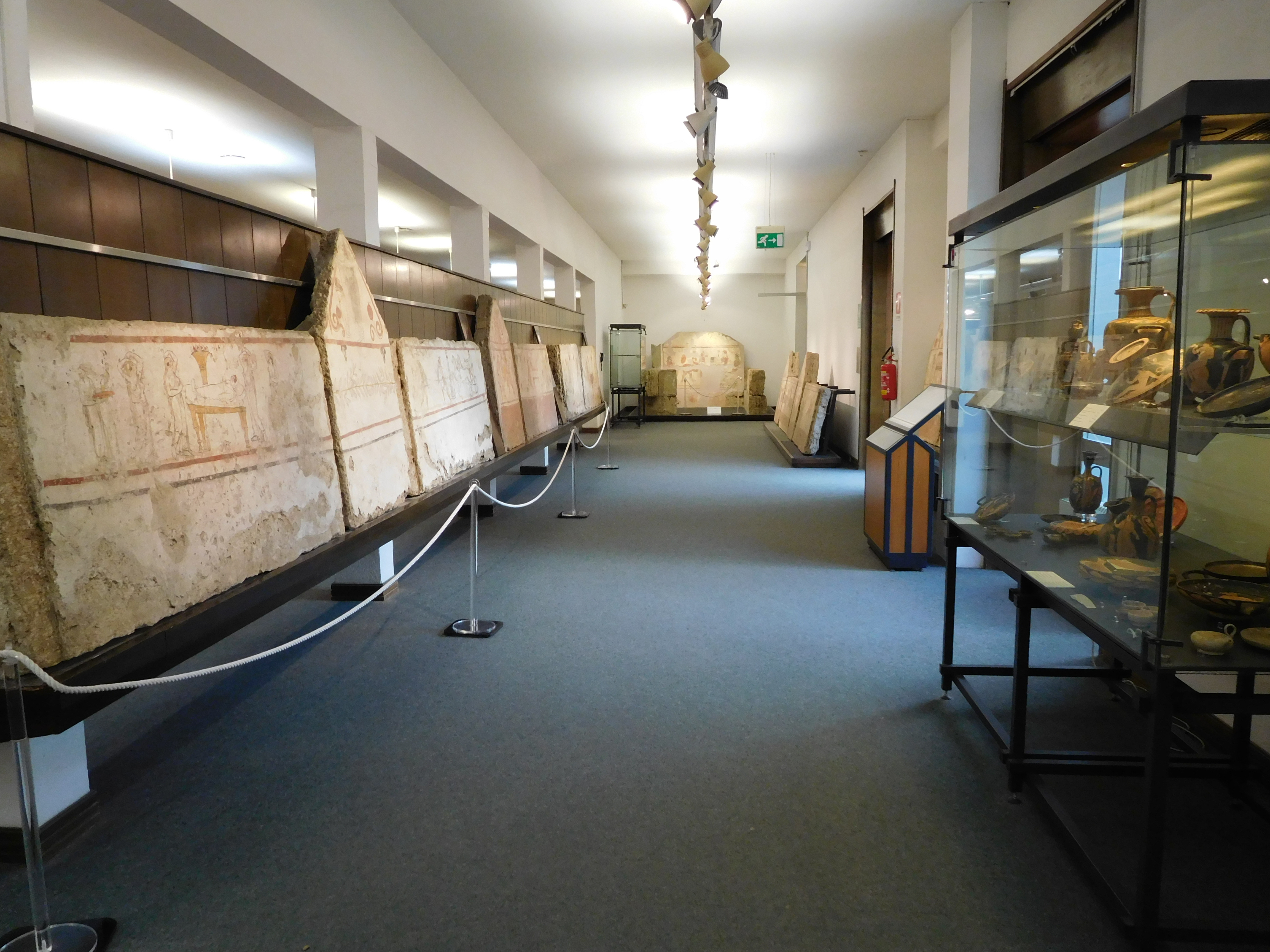
Présentation des pierres tombales peintes et autres découvertes funéraires.

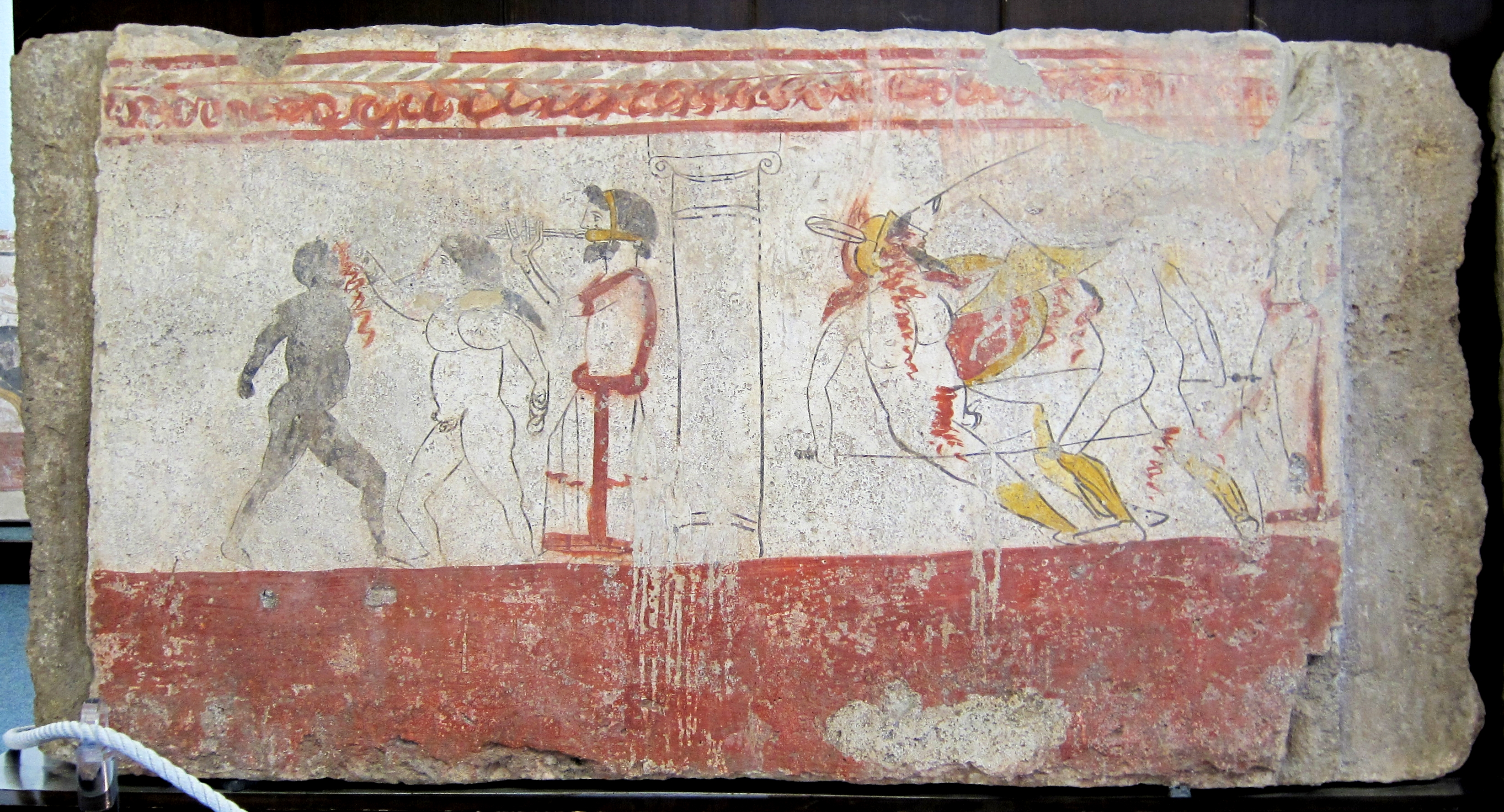
Fresque d'une tombe lucanienne.

Le musée de Paestum est connu pour sa vaste collection de peintures funéraires lucaniennes. Les tombes à sarcophages et chambres dallées sont extraordinairement colorées et imaginatives. Environ quatre-vingts de ces peintures ont été trouvées, parmi un millier de tombes lucaniennes connues, montrant que ces monuments décorés étaient réservés à l'élite de la ville.
Parmi les tombeaux les plus célèbres figurent le tombeau du Coq multicolore, le tombeau du Coq Blanc, le tombeau des Chevaux pie, le tombeau des Grenades, Le tombeau des Jeux funéraires, le tombeau du Chevalier noir, le tombeau de la Mère et de l'Enfant, le tombeau des Femmes gémissantes, le tombeau de la Chasse au cerf, le tombeau du Retour du chevalier, le tombeau des Bêtes combattantes, le tombeau de la Néréide et le tombeau du Chariot à mulet.
Dans une pièce séparée se trouve la reconstruction de la tombe de Spinazzomontre, dépouillée par des voleurs, et plus tard confisquée et confiée au musée. Elle appartient à une époque où avait pris fin la décoration des tombes avec des peintures. Sur les cent vingt tombes de toute la nécropole, seules sept sont connues pour posséder un tel mobilier. Elles se caractérisent par une très haute qualité et un grand naturel dans l’exécution.
On supposait lors de la construction du musée qu'il ne serait guère possible d'y exposer d'autres artefacts que ceux de l'Héraion de l'embouchure du Sele, mais les fouilles à partir de 1952 ont progressivement mis au jour un grand nombre de découvertes importantes dans des zones d'habitation.
Paestum s'est avéré être l'un des cinq centres stylistiques de la peinture de vase de style paestien dans le Sud de l'Italie. Les deux principaux maîtres de ce style, Astéas et Python, sont les seuls peintres de vases de la Magna Græcia dont on connaît le nom. Un autre peintre remarquable par son style est le peintre d'Aphrodite. Le musée possède un grand nombre d'œuvres de tous ces peintres de vases. D'autres restes de céramique ont été découverts dans la partie ouest de la ville, près du port de plaisance.

### Époque romaine

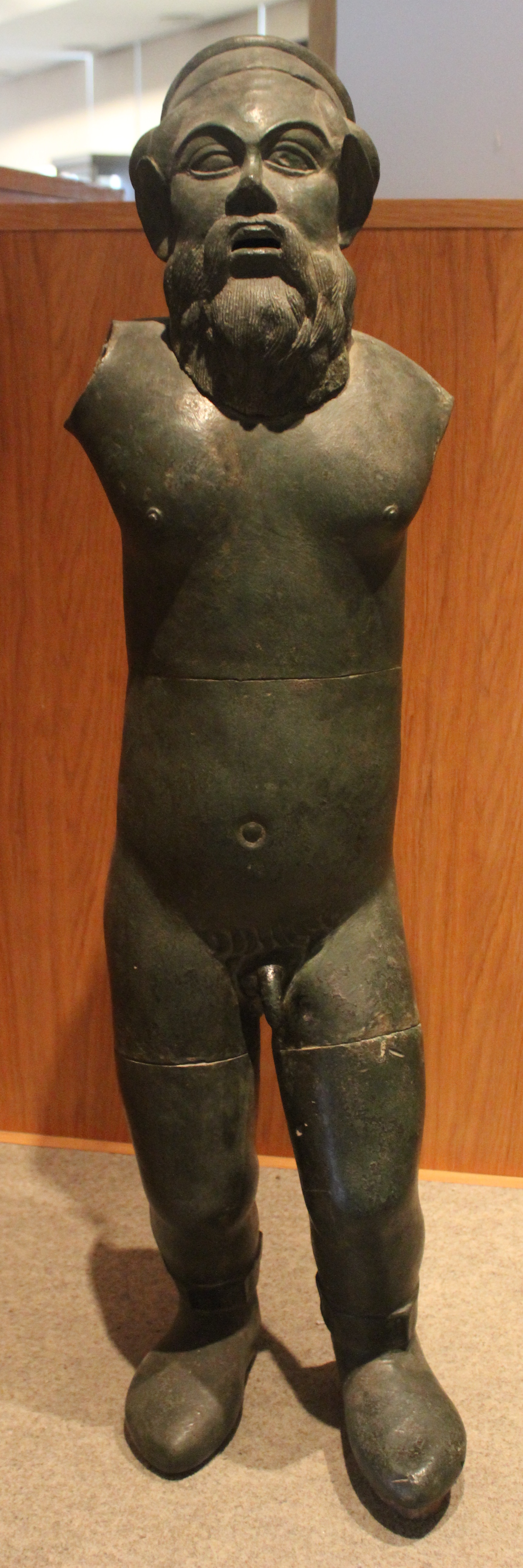
Marsyas

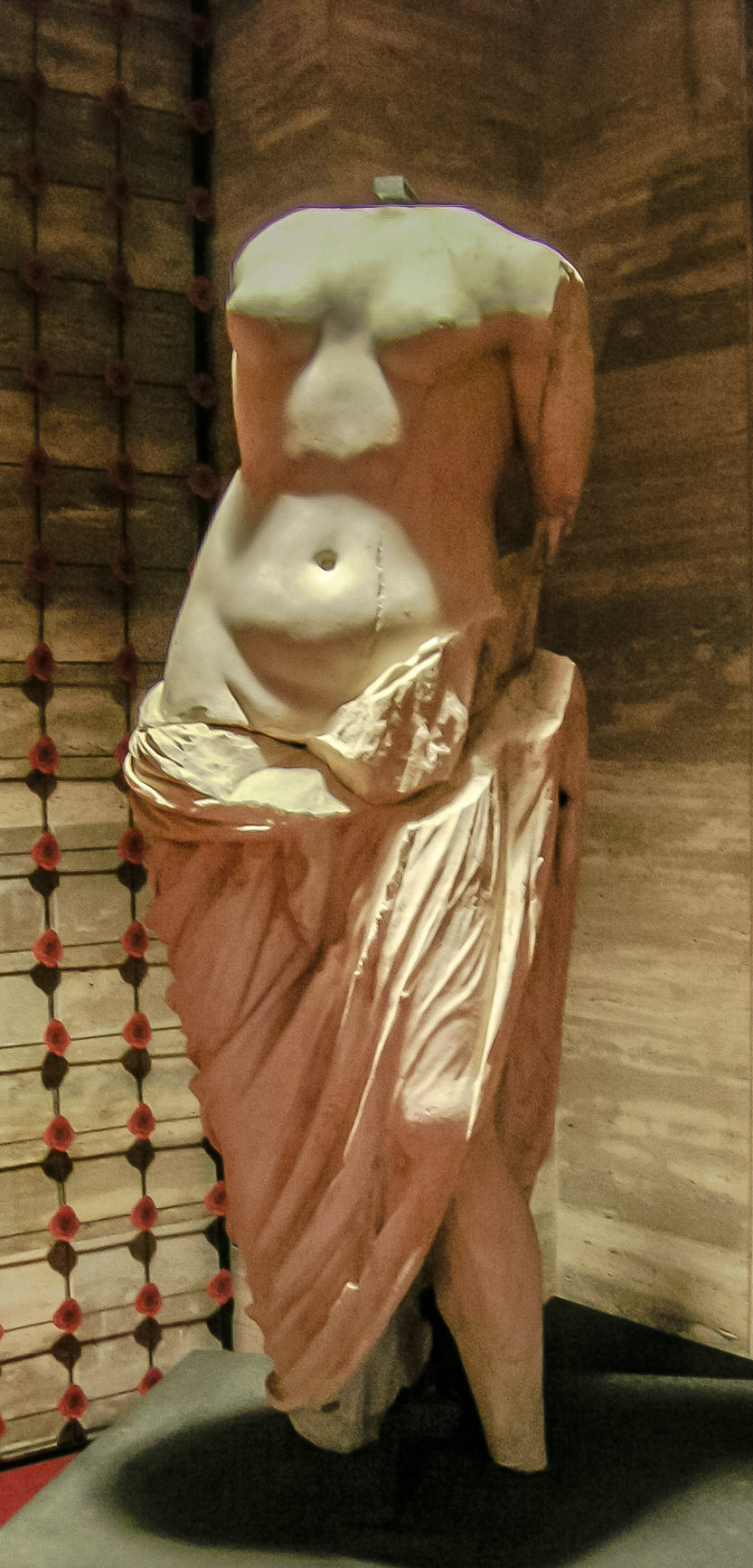
Aphrodite Anadyomène

Avec la fondation de la colonie romaine, les structures grecques d'organisation étaient dépassées. L'hérôon a été correctement recouvert de terre et l'Ecclésiastérion, qui n'était plus nécessaire non plus, a été comblé. Entre autres choses, certaines céramiques ont été enterrées, dont certaines avaient déjà été écrites avec des graffitis latins. De cette période, on a trouvé aussi une figure féminine en terre cuite, ainsi qu'une statue en bronze de Marsyas sans bras et sans chaînes, qui est peut-être une copie de la statue de Marsyas placée par les plébéiens à Rome dans le Forum romain. Diverses trouvailles provenant de maisons privées montrent le luxe de la vie citadine, par exemple sous la forme de reliefs muraux en argile ou de napperons avec reliefs. À cela s'oppose la rupture avec la tradition lucanienne du luxe grave. Les urnes en forme d'olla sans mobilier funéraire sont devenues la norme.
Deux bustes de portrait en marbre de haute qualité datent de la fin de la période républicaine. En 1998 a été trouvé un trésor monétaire datant probablement en l'an 12 av. J.-C., contenant 647 deniers d'argent, soit près de trois fois le salaire annuel d'un légionnaire romain. Les pièces de monnaie datent du IIe siècle av. J.-C. jusqu'au début du règne d'Auguste. Les restes d'une statue cuirassée ont été retrouvés dans la basilique, probablement le fils, le neveu ou le frère cadet de Minera, épouse de Caius Cocceius Flaccus, un partisan de Caius Iulius Caesar. Minera était une patronne de la ville, c'est pourquoi cette statue honorifique, le « Togato Spinazzola », figure dans l'affichage public. Des bustes de Livia Drusilla et de son fils Tibère, par exemple, et une copie en marbre d'Aphrodite Anadyomène ont été retrouvés dans le sanctuaire de Santa Venera.
Plusieurs sculptures de grande qualité sont exposées, datant d'après la fondation de la colonie flavienne en 71, dont une statue sans tête d'Artémis, des portraits de jeunes gens et le portrait d'une dame d'honneur de Trajan. À partir du IVe siècle, les trouvailles deviennent plus rares et la vie du lieu archéologiquement difficile à appréhender.